# رهاب السمك
الخوف من حيوانات معينة هو خوف متكيف نسبيًا وطبيعيًا، طالما أنه متناسب ومتوافق مع الخطر الحقيقي للحيوان المعني. ومع ذلك، عندما يهيمن علينا هذا الخوف ويضبط سلوكنا يمكننا التحدث عن الرهاب.
واحد من هذه الرهاب المتعلقة بالحيوانات البحرية هو ichthyophobia . في هذه المقالة سنرى ما هو هذا الاضطراب، وكذلك أسبابه وأعراضه والعلاجات الممكنة.

## ما هو فوبيا السمك؟
ينتمي مرض Ichthyophobia إلى مجموعة معينة من اضطرابات القلق أو أنواع معينة من الرهاب، حيث يعاني الشخص من خوف مفرط وغير منطقي وغير متحكم فيه من الأسماك. هذا الفوبيا هو مشمول داخل zoophobia أو الرهاب محددة للحيوانات . ومع ذلك، لا ينبغي الخلط مع selacophobia ، حيث يستند موضوع الخوف فقط على أسماك القرش.

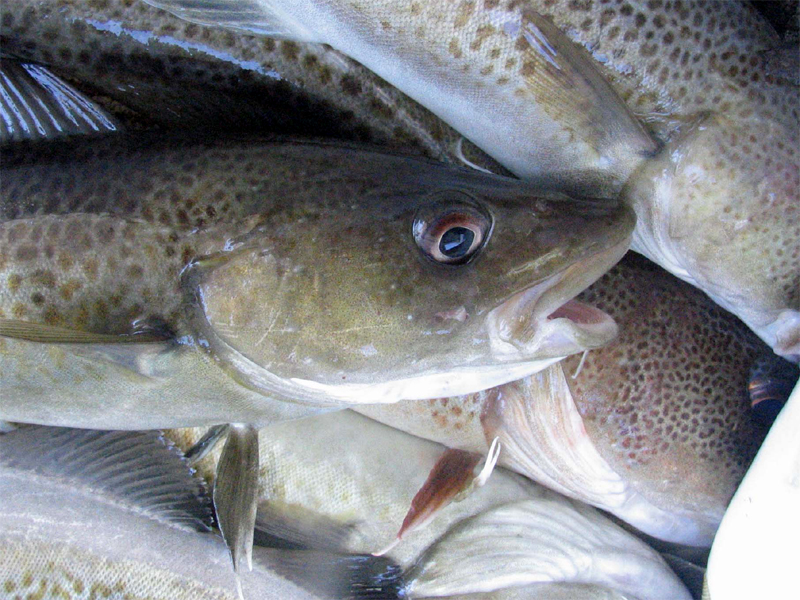

في حالة رهاب السمك، يعاني الشخص من خوف مبالغ فيه من أي سمكة، بغض النظر عن خطورته أو حجمه. عادة ما يظهر هؤلاء الذين يعانون من هذه الحالة تنافر كبير نحو كل ما يتعلق بالأسماك بما في ذلك الأسماك كغذاء.
كما هو الحال في معظم أنواع الرهاب، قد تختلف الإصابة السمكية قليلاً في كل شخص يعاني منها، وذلك بسبب التباين الفردي في أنماط التفكير المرتبطة بالأسماك.
على عكس العداوة التي قد يشعر بها كل شخص عند مواجهة نوع من الأسماك في ظروف طبيعية، مثل الاستحمام على الشاطئ، يمكن للشخص أن يعرف أن الحيوان لا يمثل تهديدًا . ومع ذلك، على الرغم من هذا، فإن المريض غير قادر على مقاومة الخوف الكبير الذي يثيره المريض.في أي حالة من الحالات، عندما يظهر التحفيز الرهابي، فإن الشخص المصاب بالإسهال سيختبر سلسلة من العواطف والمظاهر المادية المعتادة حالة من القلق الشديد .

## أعراض هذا الرهاب
وبما أن مرض الإكتئاب هو حالة خاصة باضطرابات القلق المعينة، فإنه يشترك في عدد كبير من الأعراض مع أنواع أخرى من الفوبيا. تتضمن هذه الأعراض ثلاث مجموعات كبيرة من الأعراض: الجسدية والمعرفية والسلوكية.
من الضروري تحديد أنه على الرغم من أن معظم الأشخاص يعانون من نفس الأعراض، قد تختلف شدة أعراض رهاب السمك وخطر الإصابة به من شخص لآخر.
1. لأعراض البدنية

إن ظهور أو مصادفة الشخص مع التحفيز الرهابي، في هذه الحالة الأسماك، يؤدي إلى فرط النشاط في الجهاز العصبي اللاإرادي، والذي يولد كمية هائلة من التغييرات والتعديلات في الكائن الحي. ضمن هذه التغييرات، نجد:
- زيادة في معدل القلب
- الدوخة والهزات .
- شعور ضيق في التنفس
- زيادة التعرق .
- الإحساس بالضغط في الصدر.
- الغثيان.
- التعديلات المعدية المعوية.
- الارتباك.
- إغماء .

2.الأعراض المعرفية
ردود الفعل من الخوف والقلق على رد الفعل على ظهور حافز يخشى ويرجع ذلك إلى ارتباط مسبق من هذا التحفيز مع الأفكار والمعتقدات اللاعقلانية. هذه الأفكار المتغيرة للواقع تحفز تطور الرهاب، وتتميز بحقيقة أن الشخص يحمل سلسلة من الأفكار التي لا أساس لها من الصحة أو التي لا أساس لها من الصحة حول السمكة، فضلاً عن صفاتها وصفاتها.
هذه الأفكار يمكن أن تنعكس على النحو التالي:
- أفكار تدخلية لا إرادية وغير قابل للسيطرة تماما عن الأسماك.
- التخمينات الاستحواذية مع هذه الحيوانات.
- الصور العقلية لطبيعة كارثية .
- الشعور بعدم الواقعية
- الخوف من فقدان السيطرة وعدم القدرة على إدارة الوضع بصورة مرضية.

## ما هي أسباب وجوده؟
مثل العديد من أنواع الرهاب الأخرى، من المستحيل عمليا تحديد بدقة كاملة ما هو أصل أو سبب هذا الخوف غير العقلاني. ومع ذلك، بنفس الطريقة كالإكثيوفوبيا يشارك الأعراض مع اضطرابات القلق الأخرى يشتركون أيضا في نفس الأساس أو الأساس.
شخص لديه استعداد وراثي، مما يجعلها في حالة بيولوجية عصبية أكثر معاناة من الخراب أو الآثار النفسية للإجهاد، والذي واجه أيضا في مرحلة معينة من حياتها تجربة مؤلمة للغاية أو مع حمولة عاطفية عالية جدا لعبت فيه المنبهات المضايقة دورا هاما ؛ سيكون أكثر عرضة لتطوير أي نوع من الفوبيا أو الرهاب.
عادةً ما يتم اكتساب كل من الإكثيوفوبيا وأي اضطراب قلق بعد أن يكون الشخص قد عانى من تجربة غير سارة مع التحفيز الرهابي أو التفكير فيه. في معظم الحالات، يتم تطوير هذه الرهاب أثناء الطفولة، حيث يكون الأطفال أكثر عرضة لأي حدث مرهق.
بعض الأحداث التي يمكن أن تؤدي إلى هذا الخوف المفرط من الأسماك يمكن أن تكون هجمات أو لدغات أو عضات أثناء الاستحمام ؛ أو بعد قراءة بعض المعلومات عن بعض الأسماك أو مشاهدة أفلام أو برامج وثائقية أو برامج تلفزيونية معينة.

## هل يوجد علاج؟
على الرغم من أن الإكثيوفوبيا في العديد من المناسبات ليست عاجزة، أي أنها لا تتدخل عادةً في حياة المريض إلا في حالات نادرة، يمكن أن يؤدي التشخيص والعلاج المناسب إلى تقليل استجابة الإجهاد المرتبطة بالحافز بل والقضاء عليه.
بسبب فعاليتها العالية في هذه الحالات، يعتبر التدخل من خلال العلاج النفسي السلوكي المعرفي هو الأكثر استخدامًا عندما يتعلق الأمر بمعالجة الرهاب. ومع ذلك، هناك عدد كبير من التدخلات والعلاجات التي، عند تنفيذها بشكل صحيح ودائم من قبل خبير، يمكن أن تقدم أيضًا نتائج مرضية.
يمزج هذا النوع من العلاج بين تقنيات التعرض المباشر أو إزالة الحساسية المنهجية مع التدريب على تقنيات الاسترخاء وإعادة الهيكلة المعرفية، وبهذه الطريقة يمكن للشخص أن يتقن خوفه الرهابي ويؤدي جميع أنواع الأنشطة دون خوف من ظهور هذه الحيوانات. .